# Chelipoda abdita
Chelipoda abdita är en tvåvingeart som beskrevs av Collin 1928. Chelipoda abdita ingår i släktet Chelipoda och familjen dansflugor. Inga underarter finns listade i Catalogue of Life.